# Trixoscelis nuda
Trixoscelis nuda är en tvåvingeart som först beskrevs av Daniel William Coquillett 1910.  Trixoscelis nuda ingår i släktet Trixoscelis och familjen myllflugor. Inga underarter finns listade i Catalogue of Life.